# Mimosa loxensis
Mimosa loxensis är en ärtväxtart som beskrevs av Rupert Charles Barneby. Mimosa loxensis ingår i släktet mimosor, och familjen ärtväxter. Inga underarter finns listade i Catalogue of Life.